# Semih Şentürk
Semih Şentürk (født 29. april 1983 i Izmir, Tyrkiet) er en tyrkisk fodboldspiller som spiller for Eskişehirspor som angriber. Han er 183 cm høj og vejer 78 kilo.
I EM i fodbold 2008 spillede han for Tyrkiets landshold, hvor han scorede 3 mål i kampene mod Schweiz, Kroatien og Tyskland.